# Garry C. Edmondson
Garry C. Edmondson (vlastním jménem José Mario Garry Ordoñez Edmondson y Cotton (22. října 1922, Rachauchitlán, Tabasco, Mexiko – 14. prosince 1995, San Diego, Kalifornie, USA) byl americký spisovatel mexického původu. Jiné zdroje uvádějí, že se narodil v americkém státě Washington.

## Život
Během druhé světové války sloužil v letech 1942–1946 u Vojenského námořnictva Spojených států amerických. Pak pracoval jako kovář a výrobce zbraní. Kromě science-fiction psal pod pseudonymy Kelly P. Gast, J. B. Masterson, Jack Logan nebo Mario Murphy westernové příběhy. Jeho záliba v technice stála u zrodu jeho populárně naučných knih.

## Dílo

### Romány
- The Ship That Sailed the Time Stream (1965, Loď, kerá plula v proudu času), román popisující nechtěné cesty časem jedné americké lodi (nominováno na cenu Nebula).
- Chapayeca (1972), publikováno také jako Blue Face.
- T.H.E.M (1974), název románu je akronym označující mimozemské vetřelce (Theriomorphic Hellbent Enemy Mission)
- The Aluminum Man (1975, Hliníkový muž), román o setkání amerických indiánů s mimozemšťany hledajícími palivo pro kosmickou loď.
- The Man Who Corrupted Earth (1980, Muž, který zkorumpoval Zemi), román tom, jak volný obchod ovládl vesmír, reakce na dílo Marka Twaina z roku 1899 The Man that Corrupted Hadleyburg (Muž, který zkorumpoval Hadleyburg),
- To Sail the Century Sea (1981, Plavba do Moře staletí), pokračování románu The Ship That Sailed the Time Stream.

### Romány napsané společně Charlesem Michaelem Kotlananem
- The Takeover (1984), v románu díky jadernému vyděračství ovládne Sovětský svaz nakrátko USA.
- Cunningham Series, námětem trilogie je genová transformace lidstva s podezřelou intervencí umělé inteligence.
  - The Cunningham Equations (1986, Cunninghamova rovnice),
  - The Black Magician (1986, Černý kouzelník),
  - Maximum Effort (1987, Maximální úsilí).

### Sbírky povídek
- Stranger Than You Think (1965).

### Westerny
- The last stage from Opal, jako Kelly P. Gast.
- Dil Dies Hard, jako Kelly P. Gast.[4]
- Rudge, jako J. B. Masterson.[4]
- Blood on the Rio Grande, jako Jake Logan.
- Slocum and the Lady Reporter, jako Jake Logan.
- Slocum and the Rancher's Daughter, jako Jake Logan.[4]

### Populárně naučné knihy
- Practical Welding (1976), spoluautor.
- The Basic Book of Home Maintenance and Repair (1979), spoluautor.
- Diesel Mechanics: An Introduction (1982), spoluautor.

## Česká vydání
Z autorova díla vyšla česky pouze jeho povídka Technologický pokles (1956, Technological Retreat). Povídka je obsažena v antologiích Tunel do pozítří (SNDK, Praha 1967) a Tunel do věčnosti ((Albatros, Praha 1999), vždy v překladu Františka Jungwirtha.